# Kunstcentrum de Boterhal
De Boterhal is een kunstcentrum gevestigd in het voormalige Sint Jans Gasthuis aan het Kerkplein in Hoorn. De Boterhal fungeert als thuishaven en expositieruimte van de Kunstenaarsvereniging Hoorn & Omstreken. De leden van de vereniging organiseren er tentoonstellingen met eigen werk en dat van andere veelbelovende kunstenaars.

## Geschiedenis
Het Sint Jans Gasthuis, waar de Boterhal gevestigd is, werd gebouwd in 1563 en verloor in 1841 de functie van gasthuis. Het werd in 1860 ingericht als kleding- en wapenmagazijn van het te Hoorn gelegerde garnizoen. Toen in 1922 het garnizoen werd opgeheven besloot het gemeentebestuur om het in gebruik te nemen als boterhal. Na als overdekte botermarkt gediend te hebben, werd in 1954 het gebouw ingericht als sociale werkplaats. Later gebruikte het Westfries Museum het gebouw als tijdelijk depot.
Op de begane grond worden de balken van de verdiepingsvloer gedragen door 28 individueel gevormde consoles. Sommige zijn gevormd naar mythische figuren zoals Medusa, Hercules en engelen. Maar anderen tonen een leeuwenkop of een man of vrouw. In de gevel staat een beeld van de heilige Johannes, met daaronder een jaartalsteen. Alle gevelopeningen zijn scheluw gehakt, omdat de kavel van het pand onder een behoorlijke hoek geert. Deze scheve stand valt zowel binnen als buiten niet erg op door de scheve plaatsing van de gevelopeningen.
De Boterhal is ingeschreven in het rijksmonumentenregister onder nummer 22432. In 2003 werd het eigendom van het pand overgedragen aan Vereniging Hendrick de Keyser. Tussen 2008 en 2010 werd het hele pand gerestaureerd. In 2008 werd de voorgevel gedaan. Hierbij werden oudere, maar slechte, restauraties gedeeltelijk gecorrigeerd. Ook kreeg de nis waarin het heiligbeeld van Sint Jan staat opnieuw gepolychromeerd en verguld.

## Riool

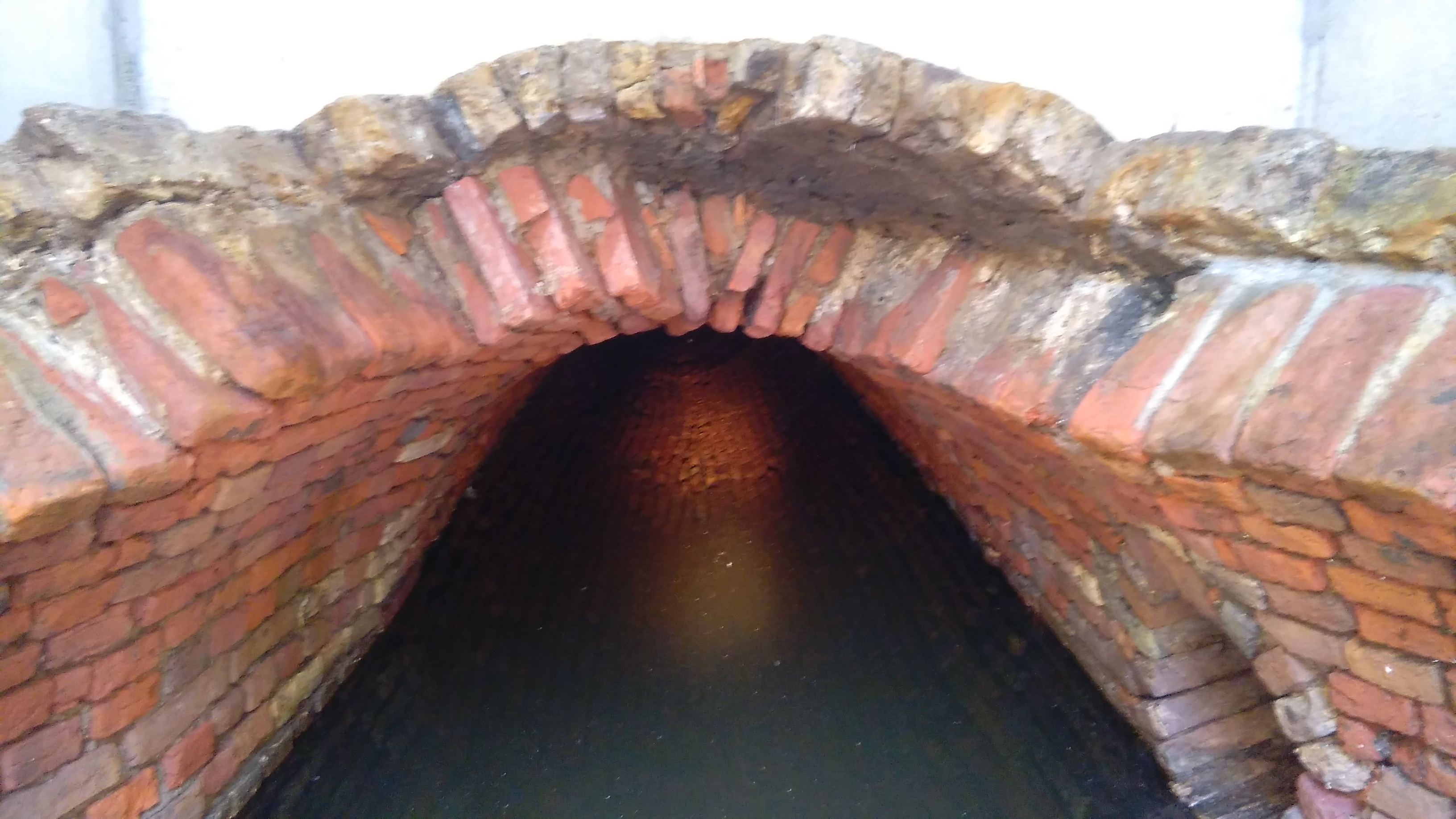
Gat in de gemetselde buis onder het Glop.

Onder de Boterhal loopt een 16e-eeuws watergang dat in januari 2015 bij toeval werd ontdekt. Uit archeologisch onderzoek bleek dat in het riool 17e-eeuws slib en aardewerk ligt. Het gaat om een overkluisde sloot die van het Kerkplein, onder de Boterhal door richting 't Glop loopt. Het riool is ontdekt aan het einde van 't Glop, doordat het daar gedeeltelijk is ingestort waardoor er in de bovenliggende bestrating een gat ontstond.